# Kamern
Kamern è un comune tedesco di 1 202 abitanti situato nel land della Sassonia-Anhalt.